# Hus fiskeläge
Hus fiskeläge är ett fiskeläge strax norr om Ronehamn i Rone socken på Gotland.
Fiskeläget består av ett tjugotal fiskebodar. Vissa av bodarna har mycket hög ålder med gavelingång och långt takskägg. Många har bevarade flistak. Numera är de flesta omvandlade till fritidshus, endast några fritidsfiskare är ännu verksamma vid fiskeläget. Här fiskades tidigare strömming, lax, torsk, flundra och ål.